# Doundougou (Pissila)
Pour les articles homonymes, voir Doundougou.
Doundougou est une localité située dans le département de Pissila de la province du Sanmatenga dans la région Centre-Nord au Burkina Faso.

## Géographie
Doundougou est situé à 3 km à l'est de Kiemna-Yarcé et à environ 9 km au nord-est de Pissila, le chef-lieu du département.

## Économie
L'activité du village est essentiellement agro-pastorale.

## Éducation et santé
Le centre de soins le plus proche de Doundougou est le centre de santé et de promotion sociale (CSPS) de Kiemna-Yarcé tandis que le centre hospitalier régional (CHR) se trouve à Kaya.
Le village possède une école primaire publique.